# Aeromys
Aeromys är ett släkte av flygekorrar med två arter som förekommer i Sydostasien.
Arterna är:
- Svart flygekorre Aeromys tephromelas ( Günther 1873), Malakahalvön, Sumatra, Borneo
- Aeromys thomasi ( Hose 1900), Borneo

Arterna skiljer sig ganska mycket i storlek. Medan A. tephromelas når en kroppslängd av cirka 30 cm (utan den lika långa svansen) blir A. thomasi ungefär 40 cm lång och därtill kommer en cirka 50 cm lång svans. Vikten är för A. tephromelas cirka 1 200 gram och för A. thomasi ungefär 1 400 gram. Pälsen är hos båda arter mörkbrun till svart på ovansidan och gråbrun på undersidan. Arterna har liksom andra flygekorrar en flygmembran.
Dessa flygekorrar lever i den tropiska regnskogen. De är aktiva på natten och äter frukter, nötter och blad. Individerna vilar på dagen i trädens håligheter.
Informationer om populationens storlek saknas och därför listas de av IUCN med kunskapsbrist (Data Deficient).